# Trogon czarnosterny
Trogon czarnosterny (Trogon melanurus) – gatunek średniej wielkości ptaka z rodziny trogonów (Trogonidae). Występuje w wilgotnych nizinnych lasach Amazonii oraz w Panamie, Kolumbii i Wenezueli. Opisany po raz pierwszy w 1838. Jest gatunkiem najmniejszej troski.

## Systematyka
Gatunek ten po raz pierwszy zgodnie z zasadami nazewnictwa binominalnego opisał William Swainson pod nazwą Trogon melanurus. Opis ukazał się w 1838 roku w 98. tomie The cabinet cyclopedia „Animals in menageries”. Jako miejsce typowe autor wskazał Demerarę. W 2003 roku South American Classification Committee (SACC) podniósł w głosowaniu podgatunek T. m. mesurus do rangi gatunku Trogon mesurus (trogon ekwadorski). Obecnie zwykle wyróżnia się trzy podgatunki T. melanurus:
- T. m. eumorphus Zimmer, 1948
- T. m. macroura Gould, 1838 – trogon długosterny[4]
- T. m. melanurus Swainson, 1838 – trogon czarnosterny[4][9]

Birds of the World wyróżnia dodatkowo T. m. occidentalis J.T. Zimmer, 1948; IOC traktuje go jako synonim T. m. eumorphus.

### Etymologia
- Trogon: gr. τρωγων trōgōn „owocożerny, gryzący”, od τρωγω trōgō „gryźć”[12].
- melanurus: gr. μελανουρος melanouros – „z czarnym ogonem”, od gr. μελας melas – czarny; gr. -ουρος -ouros -ogoniasty[13].

## Morfologia
Średniej wielkości ptak o długości ciała 28–30 cm i bardzo zróżnicowanej masie ciała wahającej się od 52 g do 122 g. Występuje dymorfizm płciowy. Samce mają ciemnobrązowe tęczówki, wokół oka nagą, pomarańczowo-czerwoną skórę, silny, żółty dziób o długości 20–25 mm. Twarz i gardło czarniawe. Korona, kark, górne części ciała i górna część piersi zielone. Górną część piersi od dolnej oddziela biały pasek piersiowy. Dolna część ciała: dolne piersi, brzuch, boki i pokrywy podogonowe czerwone. Pokrywy skrzydłowe biało-czarne, marmurkowe. Górne sterówki ciemnoniebieskie czasem z zielonym odcieniem. Dolne sterówki łupkowate. Samice mają ciemnobrązowe tęczówki, wokół oka nagą, szarą skórę, żółty dziób z łupkowatą górna szczęka w jego przedniej części. Korona, kark, górne części ciała i pierś bladoszare. Dolna część ciała, brzuch, boki i pokrywy podogonowe czerwone. Pokrywy skrzydeł czarniawo-łupkowe z niewyraźnymi szarawobiałymi plamkami. Krawędzie lotek pierwszego rzędu z białawymi krawędziami. Podgatunek T. m. eumorphus ma ciemniejsze skrzydła, bardziej niebieski ogon i węższą opaskę piersiową. T. m. macroura ma większy dziób, dłuższe skrzydła z większymi prążkami i dłuższy ogon.

## Zasięg występowania
Trogon czarnosterny jest gatunkiem osiadłym. Jego zasięg występowania według szacunków organizacji BirdLife International obejmuje 8,52 mln km². Poszczególne podgatunki występują:
- T. m. eumorphus – od południowej Kolumbii do Ekwadoru, Peru, Boliwii i brazylijskiej Amazonii,
- T. m. macroura – od środkowej Panamy (na wschód od Strefy Kanału Panamskiego) do północnej Kolumbii i skrajnie północno-zachodniej Wenezueli (zachodnia część stanu Zulia),
- T. m. melanurus – na wschód od Andów, od Kolumbii na wschód poprzez Wenezuelę do regionu Gujana i północno-wschodniej Brazylii (aż po stan Maranhão).

## Ekologia
Głównym habitatem trogona czarnosternego są nizinne i górskie wiecznie zielone lasy wilgotne, jak i ich obrzeża. Występuje także w lasach wtórnych. W Panamie od strony Karaibów w lasach namorzynowych. W Kolumbii występuje do 2200 m n.p.m. (zwykle jednak dużo niżej), a także w niewielkich pozostałościach lasów na wykarczowanych obszarach północno-zachodniej Kolumbii. W Wenezueli głównie w lasach deszczowych na wysokościach od 100 m n.p.m. na północ od Orinoko i do wysokości 1000 m n.p.m. na południe od niej. W Amazonii w górnych piętrach lasów wilgotnych, zalewowych, bagiennych, galeriowych, także na obrzeżach lasów. Spotykany jest w towarzystwie kwezala pawiego i trogona obrożnego. Główną składową diety tego gatunku są jagody, owoce, w tym owoce palm, kwiaty cekropki oraz owady z prostoskrzydłych, chrząszcze, a czasami także patyczaki i gąsienice. Z obserwacji wynika, że w zdecydowanej większości przypadków żeruje pojedynczo, podążając za mieszanymi stadami w górnych partiach lasu. Długość pokolenia jest określana na 4,71 roku.

### Rozmnażanie
Sezon lęgowy trwa w Panamie w marcu, w północno-zachodniej Kolumbii od stycznia do maja, w Gujanie Francuskiej od lipca do października, w Peru od września do października, a w pozostałej części Amazonii od czerwca do lipca. Wszystkie udokumentowane gniazda w Peru znajdowały się w aktywnych termitierach termitów z gatunku Nasutitermes corniger, które już wcześniej były zajęte przez mrówki z rodzaju Dolichoderus, prawdopodobnie uczestniczące w oczyszczaniu gniazda. Zbadane gniazda znajdowały się w dojrzałych lasach zalewowych, głównie na dużych palmach Scheelia lub Astrocaryum. Komory gniazdowe miały średnicę 15–20 cm, z wejściem o średnicy 6,8–8 cm. Wydaje się, że gniazda są wykorzystywane tylko jeden raz. Możliwe, że gatunek ten sporadycznie lęgnie się w dziuplach drzew, ale brak na to przekonujących dowodów. W lęgu 2–3 jaja, białawe, nie są dobrze opisane. Jedno zmierzone miało wymiary 37 mm x 27 mm.

## Status
W Czerwonej księdze gatunków zagrożonych IUCN trogon czarnosterny jest klasyfikowany jako gatunek najmniejszej troski (LC – Least Concern). Liczebność populacji, według szacunków organizacji Partners in Flight z 2019 roku, mieści się w przedziale 5–50 mln dorosłych osobników, a jej trend jest umiarkowanie spadkowy. Gatunek jest opisywany jako pospolity.